# Hudswell
Hudswell är en civil parish i Storbritannien.   Den ligger i grevskapet North Yorkshire och riksdelen England, i den centrala delen av landet, 300 km norr om huvudstaden London.
Kustklimat råder i trakten. Årsmedeltemperaturen är 7 °C. Den varmaste månaden är juli, då medeltemperaturen är 14 °C, och den kallaste är december, med 0 °C.